# LeRoy Finkel
LeRoy Finkel (Estados Unidos) é um professor americano que fundou um grupo de educadores denominado de Computer-Using-Educators que mantinham alta reputação pelo seu forte uso de tecnologia em salas de aula. LeRoy é considerado um pioneiro através de seus artigos e livros que explicitam os motivos do uso de tecnologia em sala de aula, em suas palestras e materiais sempre aponta os principais motivos e benefícios por trás do uso da tecnologia como ferramenta de ensino.  Participou na abertura da Dymax Company, junto de outros idealizadores do uso de tecnologia em sala de aula, como Bob Albrecht, Mary Jo Albrecht, Jerry Brown, Marc LeBrun, Jane Wood e Tom Albrech. LeRoy ajudou no desenvolvimento da CUE, que hoje fornece um conjunto de programas de incentivo ao uso de tecnologia em sala de aula.

## História
Em 1978, LeRoy Finkel se juntou a um grupo de professores com o objetivo de criar o Computer-Using-Educators (CUE), uma organização com reputação nacional pela liderança no uso tecnologia em sala de aula. LeRoy foi um educador que reconheceu que a tecnologia poderia ser o fator principal no processo educacional. A partir da CUE, ele mostrou que o caminho para os outros educadores, encorajando-os a utilizarem computadores nas salas de aula e em suas vidas. Através de sua ideologia, ele manteve uma perspectiva apreciada pelos seus mentores. 
LeRoy proveu uma dinamica de liderança e fez grandes contribuições para o desenvolvimento do campo de instrução do uso de computadores.  Ele realizou muitos workshops, deu diversas palestras e  escreveu diversos livros e artigos sobre o assunto. Seus livros passaram a serem vistos como a descrição do modelo de uso de computadores em sala de aulas e se tornaram objetos valiosos para o estudo da ciência da educação.
Seus livros eram projetados para o ensino do uso da tecnologia a nível universitário, era esperado que os professores não tivessem nenhuma experiência prévia com computadores ou o processo básico de computação. O primeiro livro de sua série foi Technology Tools in the Information Age Classroom. Using Technology in the Classroom Series, neste era fornecido uma base para explorar os temas mais específicos em maior profundidade. O livro era dividido em três componentes, sendo eles: o texto original, artigos selecionados por outros campos e atividades para os alunos. LeRoy abordou tópicos chaves como a evolução da tecnologia educacional, as definições de alfabetização do computador e como alcançá-la, maneiras gerais que a tecnologia pode ser usada para ensinar e como ela está associada à cada uma das matérias ensinadas no colegial, como matemática, sociologia, língua estrangeira, história e artes. A partir de 1980 LeRoy passa a também desenvolver peças com o objetivo de fornecer o conhecimento técnico do ambiente computacional no qual os educadores estavam inseridos, através de uma linguagem fácil para leigos, é lançado, são lançados: Apple BASIC, data file programming (1982), TRS-80 data file programming (1983) e Learning word processing concepts using applewriter (1983), seus livros passaram a serem uma ferramenta chave para o ensino introdutório de computação, muitos utilizados por estudantes da área de informática  Em 1990, LeRoy escreve em parceria com e Jack McManus Leigh Zeitz, o Microsoft Works Through Applications, livro que ajudou profissionais da educação a se familiarem com as aplicações da microsoft, mesmo que estas estivessem direta ou indiretamente ligadas ao assunto de educação 
LeRoy ficou conhecido pela utilização de vídeos iterativos em suas palestras e como era engajado com a evolução futura no campo, através de suas revistas, livros, jornais e palestras, buscou difundir a tecnologia em sala de aula. Durante sua carreira acabou se juntando com outros profissionais motivados e fundou instituições como a CUE e a empresa Dymax.

### Premiações
O sucesso do CUE está diretamente relacionado com os esforços liderados por LeRoy. O CUE hoje premia professores todos os anos em honra aos esforços de LeRoy Finkel. Os professores escolhidos são aqueles que demonstrarem inovação durante a integração de seus projetos em sala de aula com o uso de tecnologia. O objetivo da LeRoy Finkel Fellowship é motivar educadores no uso de tecnologia em sala de Aula. 
Programas que a CUE apoia:
- CUE National Conference: Educadores, coordenadores de tecnologia, administradores e aqueles que estão olhando para ver como a tecnologia pode apoiar a realização do estudante. Muitas sessões e exposições será de valor especial para aqueles que estão envolvidas nas pautas de:Título I, Escola Programa de Melhoria, Dados e Avaliação, Ideias para o Futuro, Língua Desenvolvimento (ELD), Necessidades Especiais, e GATE. Milhares de professores, administradores, alunos e pais e outros profissionais vão participar da conferência com duração de três dias. Sessões simultâneas são de uma hora, as apresentações que abordam todas as áreas do currículo e apelar para uma variedade de professores. As sessões podem ser dados por um único orador, equipe ou o painel que pode atender às necessidades do usuário iniciante de tecnologia educacional, bem como o mais experiente profissional. Lista completa de sessões simultâneas estarão disponíveis via Guia CUE em janeiro de 2016.

- CUE Fall Conference: Sessões simultâneas são apresentações de uma hora, de estilo de palestras que abordam todas as áreas do currículo e apelar para uma variedade de professores. As sessões podem ser dadas por um único orador, equipe ou o painel que pode atender às necessidades do usuário iniciante de tecnologia educacional, bem como o mais experiente profissional.
- Leadership 3.0 Symposium, in partnership with ACSA and TICAL: Perto de 200 superintendentes, diretores e outros líderes distritais participaram do evento inaugural , desenhando a partir de locais tão longínquos como Arkansas, Austrália e China. Apesar dos problemas econômicos de 2009, a participação manteve-se estável. A participação cresceu em 2010 e, em 2011, a resposta foi tão grande que tiveram de limitar o registo para não exceder a capacidade do espaço para reuniões. O Simpósio 2014 atraiu um recorde de 275 participantes. O evento caracteriza apresentações principais, sessões simultâneas e vários workshops pré-conferência e seminários.Computer-Using-Educators Logo

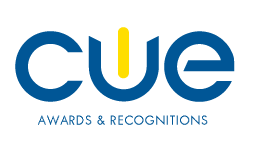
Computer-Using-Educators Logo

- Awards: Premiação com medalhas e honrarias aos profissionais da CUE que mais se dedicaram para a expansão dos ideais no mundo.
- Google Teacher Academy: Projeto do Google que tem como objetivo capacitar profissionais de educação com as tencologias que mais crescem no mercado, incluindo as próprias desenvolvidas pela empresa. A CUE apoia fortemente o programa do Google e diversas outras iniciativas que a empresa veio desenvolvendo nos ultimos anos. É considerado pela CUE, que o Google tem sido um forte aliado no desenvolvimento de novas estratégias, tencnologias e iniciativas para agregar ao mundo moderno o uso da tecnologia em sala de aula e também fora de sala de aula. Com o desenvolvimen to da tecnologia Android, é espero que o uso de tecnologia passe ser também visto no celular, dado que muitos estudantes utilizam muito os seus aparelhos tanto em momentos de lazer como em momentos de estudo, a CUE acredita na utilização desse fato para agregar seus ideias.
- Rock Star Teacher Camps: Capacitação profissional realizada em parceria com instituições de ensino para capacitar os professores quanto ao uso de tecnologia.
- Leading Edge Certification: Certificado dado aos profissionais que conseguirem agregar novos profissionais ao uso de tecnologia em sala de aula, geralmente são avaliados através de depoimentos dados por outros profissionais.
- Google[4] Workshop for Educators: Workshop oferecerido em parceria com o Google para capacitar os profissionais no uso de seus tecnologias, ocorre esporadicamente.
- Google for Education Summits: Projeto que tem como o objetivo apresentar para os profissionais do ensino as tecnologias em desenvolvimento no ramo da educação.
- iPad in Education Workshop: Programa com o objetivo de capacitar os profissionais quanto ao uso de devices mobiles como iPad, em parceria com a Apple.
- Online Professional Development: CUE está redefinindo o desenvolvimento profissional on-line, trazendo-lhe a mais atualizada práticas inovadoras de ensino, dicas, truques e ferramentas diretas. São ensinados, através de diversos workshups e aulas, formas de utilização de tecnologia em sala de aula. Cada mês nós é apresentado um novo tema e um conjunto de workshops. Os cursos são apresentaods através de aparelhos digitais e do usa da internet. A taxa de inscrição é considerada razoável em relação as oferecidas por empresas privadas.
- Classroom Videoconferencing Made Easy: Tem como objetivo apresentar novas técnicas e formas de realizar ensino a distância, este ocorrendo através de video conferência e tecnologias grátis disponíveis na web.
- Innovative Educator Certificate: Certificado dado aos profissionais, que através de apresentações mostrarem que inovaram na forma de se ensinar.
- CUEtube: CUE's YouTube Channel: Canal no site Youtube onde um conjunto de vídeos são colocados para que os professores e outras organizações possam assistir, este canal é utilizado parar prograpagar as ideias do projeto.
- Legislative Advocacy: Iniciativa da CUE para incentivar a filiação de novos tecnológos e profissionais da educação ao projeto. Os membros passam a ter benefícios e suportes, como por exemplo a vantagem de ter acesso às conferências de ante-mão, definir os temas, participar nas deciões da organização e serviços de advocacias, além de outras parcerias que a CUE possui que dão benefícios aos seus membros.
- CoffeeCUE: Grupo de encontro esporádico entre profissionais e tecnológos com o objetivo de, através de uma conversa informal, compartilhar informações à respeito do avanço do uso de tecnologia como uma forma de expandir a capacidade de ensino em salas de aula.

- California Student Media Festival (co-producer):  É coordenado através dos esforços de um grupo de voluntários apaixonados. Este órgão reúne 8-10 vezes por ano para atividades do festival diretos. Os membros deste comitê podem assumir vários cargos de responsabilidade, incluindo Diretor, Diretor Associado, Festival Mestre de Cerimônias, Coordenador Plaque, Chief Geek, a julgar Coordenador e outros, conforme necessário. Além disso, o festival depende dos coordenadores do site julgamento voluntários que se reúnem educadores interessados para julgar as categorias e selecionar os vencedores.
- Infinite Thinking Machine, CUE's Internet TV show: Programa de TV Internet envolvente para os educadores para inspirar a criatividade e promover a evolução da tecnologia na sala de aula.  Oferece a professores e pais uma visão prática das inovações tecnológicas em educação. Originalmente, lançado em  2006, carregado com diversão e de alta energia de programação que tem como alvo  o jardim de infância, professores, pais e estudantes que querem manter-se com o avanço que a tecnologia oferece no aprendizado.  O principal objetivo do programa é estimular a criatividade e inspirar  a inovação na educação.

### Dymax
LeRoy é o cérebro por trás de uma empresa chamada Dymax. A Dymax foi publicada em formato de jornal. Inspirada pela Big Brother e Holding Company o jornal foi chamado de People's Computer Company. A primeira publicação (Outubro de 1972) foi realizada por LeRoy Finkel em parceria com Bob Albrecht, Mary Jo Albrecht, Jerry Brown, Marc LeBrun, Jane Wood e Tom Albrecht. 
TInham como objetivo o estimo do ensino da computação, jogos e programação na lingaugem BASIC e o uso de computadores pessoais, ao lado de LeRoy, diversas publicações a respeito da linguagem BASIC foram feitas (vise foto ao lado). A empresa mantinha uma sólida noção de que o mercado cresceria em direção ao uso de tecnologia em sala de aula. LeRoy Finkel demonstrava uma mente forte e trabalha duro para que a empresa atingisse as devidas metas, sempre estava disposto a trabalha junto de seus funcionários e mantinha uma mente severa quanto as falhas estatais que ocorriam com o fechamento das metas. DIversas vezes Dennis Allison e LeRoy ficavam até muito tarde buscando formas de expandir o lucro da empresa, agregando valores aos ideias e trazer novos parceiros para os invetimnetos. Bob Albrecht era incisivo quanto ao uso da linguagem BASIC e trabalhava para que as empresas e instituos educacionais percebessem a importância da lingaugem na expansão do raciocínio humano.

## Livros publicados
1. (LeRoy Finkel) Technology Tools in the Information Age Classroom (Using technology in the classroom), 1991. [5]
2. (LeRoy Finkel, Jack McManus, Leigh Zeitz) Microsoft Works Through Applications, 1990 .[6]
3. (LeRoy Finkel) Learning word processing concepts using applewriter, 1983. [7]
4. (LeRoy Finkel) TRS-80 data file programming, 1983. [8]
5. (LeRoy Finkel) Apple BASIC, data file programming, 1982. [9]
6. (LeRoy Finkel) Data file programming in BASIC, 1981.[10]